# La Mégère apprivoisée (film, 1911)
 (juillet 2025).
Pour les articles homonymes, voir La Mégère apprivoisée (homonymie).
Pour plus de détails, voir Fiche technique et Distribution.
La Mégère apprivoisée est un film muet français d'Henri Desfontaines, adapté de la pièce The Taming of the Shrew de William Shakespeare.

## Fiche technique
- Réalisateur : Henri Desfontaines
- Scénario : William Shakespeare
- Société de production : Société générale des cinématographes Éclipse
- Pays : France
- Format : Muet - Noir et blanc - 1,33:1 - 35 mm
- Genre : Comédie dramatique
- Durée : inconnue
- Date de sortie : 
  -  France - 1911

## Distribution
- Romuald Joubé
- Denis d'Inès
- Natacha Trouhanova
- Cécile Didier
- André Bacqué
- Raymond Lyon
- Madeleine Barjac